# چارلی بارتلت
چارلی بارتلت (به انگلیسی: Charlie Bartlett) یک فیلم در گونه کمدی، درام به کارگردانی جون پل است.

## داستان
چارلی بارتلت از چند مدرسه خصوصی اخراج شده‌است و حالا در مدرسه عادی نقل مکان کرده‌است.